# 神恭一郎
神 恭一郎（じん きょういちろう、1949年（昭和24年）4月19日 - 1978年（昭和53年）9月某日）は、和田慎二の漫画『神恭一郎事件簿シリーズ』と『スケバン刑事』、及びそれを原作とするOVA・ドラマに登場する架空の人物。

## 概要
1973年、『別冊マーガレット』8月号掲載の短編「愛と死の砂時計」でデビューした、和田慎二の漫画に登場する長髪の私立探偵。当時、長髪の美形キャラは非常に珍しかったことから、主人公を差し置いてファンレターが集中した。その後も推理もの短編の主要キャラとして登場し、和田の代表作となる『スケバン刑事』で主役の麻宮サキと並ぶ準主役となった。元々は「銀色の髪の亜里沙」の悪役としてデザインされたものの、没になったキャラクターである。
なお生年月日は、生年を1歳上にしただけで他は作者と同一である。

## 人物
イギリスのロンドンで生まれる。国籍は日本。父親は船舶の設計技師。一人息子である。2歳の時両親とともに日本に帰国、神戸で育つ。18歳で両親と死別。
優秀な私立探偵である。かつてスコットランド・ヤードに在籍、日英両国にまたがる政治的事件を解決したことから、日本の警察の上層部にまで名前が行き渡り、捜査を指揮することが可能。また、上流階級の人々にまでその名前が知られ、依頼を受けている。世界中にも友人が多い。
前述の国際事件解決の功労により、スコットランド・ヤード退職後も357マグナムリボルバー拳銃所持の特別許可を受けており、本人自身の射撃テクニックも高い。
長身であると共に、腰まで届くような長髪の持ち主。常にサングラスを掛けているが、外すと物凄いハンサム。ただし、本人はそのことをあまり嬉しく思っていない。そのくせキザであり、すぐに女性（美人限定）をくどく癖がある。また説教癖も見受けられる。いつも同じ背広を着ているがその割りに基本的にセンスはよく、特に女性への土産物や衣装の見立ては見事である。食い道楽でうまい物には眼がない。またかなりのヘビースモーカーで、ダンヒルが手離せない。酒にも強い。コーヒー党であり、ブルマンを立て続けに飲む。飲みすぎるため、健康を案じる美尾に怒鳴られることが多々ある。
東京の青山に私立探偵事務所を開いている。2人の秘書と同居しており、1人はオックスフォード大学以来の親友・西園寺京吾に行く末を頼まれた海堂美尾。そして、もう1人はある事件で惚れ込んでしまい身の回りの世話をしているスガちゃんである。

## 登場作品
愛と死の砂時計（『別冊マーガレット』1973年8月号）
担任教師である婚約者・保本登との結婚を間近に控えた女子高生・雪室杳子。だが、その婚約者が理事長殺害の現行犯として逮捕されてしまう。実は、理事長が紅崎財閥の娘の乳母をしていた時、貧乏を苦に心中した娘夫婦が残した孫娘・麻矢と紅崎の実子・杳子をすり替えた過去が原因だった。自責の念から杳子と麻矢のすり替えを告白しようとした理事長だったが、今の生活を失うまいとした麻矢に殺された。一度は保本に手錠をかけた神だが、その後、私立探偵として杳子に協力することになる。
オレンジは血のにおい（『別冊マーガレット』1974年12月号）
高校卒業を前に、ヨーロッパ留学中に行方不明となった小沼貿易の社長令嬢・小沼麗子。麗子の親友で同じ高校「聖光学園」の生徒で、学園の理事長の娘でもある四宮淳子は、麗子の消息を掴むため、麗子の父・要蔵、母・美津江、兄・健二と共にイタリア・ベニスに駆けつける。麗子の行方を捜し求める淳子の前に、彼女の父親から頼まれてボディーガードの依頼を受けた神恭一郎が現れる。麗子がカメオ彫刻を習っていたカメオアクセサリー専門店「エマニュエル」の支配人、カテリーナ岩本が渡した手がかりにより、麗子の家族は別々の国へ飛んでいき、淳子と神は留守番を引き受けることに。残された3人、特に神とカテリーナは仲を深めていく。しかし、麗子のお目付け役だったベニス支店のナタリアが自殺に見せかけて殺され、麗子の家族も探索先の国々で次々と殺され、淳子も危うく命を落としかける。実はカテリーナは、かつて麗子の父、小沼社長の陰謀で皆殺しにされた果実商一家の生き残りであり、復讐のための犯行であった。正体を悟られたと知ったカテリーナは淳子と神をカタコンベに誘い込んだ上で爆破して生き埋めにするが、二人は辛くも脱出。神は麗子に成りすまして日本へ向かおうとしていたカテリーナを射殺した。
神とカテリーナは互いに魅かれ始めていたが、カテリーナが罪のない麗子を惨殺し、淳子をも殺そうとしたこと、復讐を目的とした正当な怒りだけでなく、小沼家の財産を騙し取るという我欲に走ったことから、神は彼女を断罪し、徹底的に彼女の前に立ち塞がることになった。しかしカテリーナの存在は神の心に強い印象を残すことになり、彼女の姿は『スケバン刑事』第2部でも神の回想に登場している。
『愛と死の砂時計』では獄中で似顔絵描きをして協力した岩田が今作でも登場し、英国のロンドン塔で健二が殺害されたことを知らせるという役目を果たした。
左の眼の悪霊（『花とゆめ』1975年13・14号）
織永家の主人の血の証であるオッド・アイの持ち主である樹ノ宮ケイが、織永家の跡継ぎ候補に選ばれた。鑑別所時代からの親友である名張潤子は、ケイと共に「つぐみ館」を訪れる。2人を待ち受けていたのは彼女達を招待した館の管理人である女性、もう1人の跡継ぎ候補の女性、彼女のボディーガードとして同行していた神恭一郎であった。不気味な館で次々と起きる不思議な事件の真相が明かされる。
過去2作と異なり、ホラーの要素が強い。『スケバン刑事』に出てくる目の見える暗闇警視にそっくりの人物が登場し、「つぐみ館」の謎に関連した連続猟奇事件の捜査に当たった警視であり、更には自身も両眼を抉られた被害者でもあり、神の叔父として語られる。また、「男のくせに少女漫画描いてる」作者の分身であるキャラクター、「岩田慎二」がここにも出演し、潤子の婚約者として、また神恭一郎とは腐れ縁の悪友として事件解決に協力している。
「神恭一郎事件簿3」に収録された際、タイトルが「左の目の悪霊」に変更されている。
5枚目の女王（クィーン）（『月刊mimi』1975年11月号）
小沢亜弓は自身と同じ大東高校の生徒でありながら、わざわざ若王子高校の屋上から投身自殺を遂げた1歳年上の姉・由美の自殺の原因を探るため、若王子高校に転校する。足の不自由な新聞記者の恋人・浦部を事故で失いながらも姉が力強く生きようとしていたことを知る亜弓は、その姉が自ら命を絶つほどの何があったのか突き止めようと決意しており、敵対する二つの高校の両方から孤立しても苦にならなかった。その矢先、足の不自由な放送部所属の一年生・岩崎裕子から若王子高校の教師・野田双平が姉の自殺する直前に一緒だったことを知らされ、姉の日記にある「N」が生徒ではなく教師だと知って衝撃を受ける。野田の尾行を始めたある夜、亜弓は黒服の男たちに襲われる。それは信楽コンツェルンの会長・信楽老の差し金であった。亜弓は、男たちの一人が投げたナイフを石ですべて撃ち落とした何者かに助けられる。その後、亜弓はホテルで信楽老と野田の会話から、信楽老の娘・紅子との結婚と大東高校の校長の座を欲した野田が、その代償として「ハートの女王」のカードと亜弓の抹殺を請け負い、姉を強姦して自殺に追いやったことを知る。夜の体育館で密かに暗闇に待機した若王子高校・大東高校の生徒の前で野田の自白を引き出すことに成功し、姉を自殺においやったばかりか、姉の恋人、浦部の死までもが事故死ではなく、「六価クロム」を巡る企業戦争による他殺であったことを知り、怒りに燃える。野田の悪行をしたためた文書を全国の学校に回し、また、信楽老を呼び出したことで野田を標的として亜弓は復讐を終える。亜弓は信楽老の部下に襲われた際、助けてくれたのが神恭一郎だと気づき、野田が燃やした偽物とすり替えた本物のマイクロフィルムが隠されたカードをお礼に渡し、卒業後に信楽老との戦いに参戦することを誓う。
シリーズ「風がめざめる時代（とき）」の第2話。神の他に岩田慎二、信楽老なども登場するが、いずれも完全な脇役であり、登場シーンも少ない。
神恭一郎白書（『花とゆめ大増刊ムフフ号』1976年）
「オレンジは血の匂い」で犯人役だったカテリーナの友人が登場し、彼女が神に復讐を挑むというストーリーを背景に、岩田真二が神恭一郎の過去と現在を語る。『スケバン刑事』の外伝として描かれたものであるが、その後の物語の展開や、それに伴うキャラクターの変化により、第2部で語られる神の過去とは大幅に異なるものとなっている。

## 未発表事件
- マフェットお嬢さん事件
- 地下街パニック事件
どちらも「神恭一郎白書」で語られている事件。作者によるとストーリーはできていたが、発表する意向がない[3]まま作者が死去したため、未発表に終わった。

## 演者
スケバン刑事における演者は以下の通り
- 中康次 - ドラマ
- 野沢那智 - イメージアルバム
- 神谷明 - OVA

## 生い立ち

### 私立探偵以前
1949年（昭和24年）4月19日、イギリスのロンドン生まれ。国籍は日本。4歳の時に日本へ帰国し、神戸に住む。高校2年の時、両親が火事に遭って焼死。その死に不審を抱いた恭一郎は、幼馴染である鳴海聖良（セーラ）の父の大造を訪ねるが、そこで大造が聖良に薬物を注射している場面を目撃し、それを止めに入るものの何者かに襲われ、気を失う。その後ニューヨークへ拉致され、地下に造られている武器製造工場の建設要員に加えられた。そこで生きる術を覚えて仲間を増やすと共に、大造が国際犯罪組織「猫」のボスであることを知る。神達は工場からの脱走を企てるが、僅かな数の仲間を逃しただけで捕えられ、大造によって視覚・聴覚を遮断するマスクを被せられ、ニューヨークの地下水脈に落とされてしまう。地下でわずかな感覚を頼りに生き延びた神は、2年半後、嘗ての脱走した仲間達によって救出された。マスクが外された時、復讐に燃える「闇の虎」が誕生した。
神は暗黒街からの仲間の情報を元に「猫」のアジトを次々と殲滅し、遂にボスである大造を倒した。しかしその直前、大造の口からとんでもない事実が暴露される。「猫」の真のボスは聖良であった。実は大造が病気治療のために注射した薬物が、皮肉にも聖良のもう一つの残忍な人格を覚醒させてしまったのだという。それを知った恭一郎は変わり果てた聖良に戸惑いを見せるが、昔の優しかった幼馴染みに別れを告げて聖良を射殺し、「猫」は滅んだ。

### スケバン刑事
24歳の時に日本に帰国し、私立探偵事務所を開く。その2年後、暗闇警視による学生刑事プロジェクトに参加。そこで麻宮サキと出逢う。初めはサキを学生刑事のテストケースとしか見ていなかったが、次第にサキの燃える様な正義感や弱者への優しさに惹かれて行き、サキが死んだとされた第1部のエピローグでは、学生刑事はサキにしか出来ないかのような発言をするほどだった。サキもまた神のことを愛し始め、やがて互いの愛情と信頼の強さ・深さは、人質に取られたサキが自分を撃てと叫ぶと、神が迷わず銃撃するなど、ムウ・ミサをも驚愕させるほどのものとなっていった。
第2部で「猫」が復活したことを知り、サキ達とは離れて単独で行動、それを知ったサキとのすれ違いが続く。途中、「猫」の手にかかり失明するが、その後は海堂美尾をパートナーとして、視力に頼らず闘うための訓練を重ねる。「猫」のボスが聖良の年の離れた妹の碧子であることを知った神は、グランドスラム作戦で碧子と対峙した。しかし、碧子も祖父である信楽老の捨て駒に過ぎなかったことを悟った神は、真の敵である信楽老を倒すため、最後の拠点である梁山泊へ向かう。そこでサキと再会を果たすが、信楽老の凶弾に倒れ、せめて一撃をと狙いを定めながら力尽き、絶命した。だが、サキと信楽老との死闘でサキが窮地に陥った際、死後硬直で引き金が引かれ、彼女を救い、信楽老を倒す事になる。神恭一郎、最後の銃撃だった。
神の探偵事務所は、スケバン刑事第2部に登場した元内閣調査室のムウ=ミサが引き継いだ。闇の虎編で12年前の、17歳当時を回想したことから、死亡時には29歳だったと推測される。

#### テレビドラマ版
暗闇司令のエージェントとして登場。サキの学校帰りや夜分に不意に登場する事が多く、いつもサキが話し終わらない内に姿を消す。経歴も全く違っていて（1956年生まれ。ユニバーシアード―ここでは外国の大学と思われる―で「国際法」「法医学」「捜査学」修得の後1982年26歳の時に卒業、帰国。同年警察庁入庁） 、警視庁勤務の後に配属された内閣機密調査室で、特命刑事のプロジェクトに参加したとされる。原作とは違い短髪で、またサキに対して原作のような恋愛感情は無く、妹のように思っていた。第1シリーズ最終回で、同じく弟のように思っていた野分三平の危機を救うために海槌麗巳と対峙するが、逆に麗巳の銃弾によって命を落としてしまう。ドラマでの愛車は黄色のポルシェ・911。

## 交友関係
西園寺京吾
短編「バラの追跡」に登場するキャラクター。神のオックスフォード大学以来の親友。西園寺海運の社長。自らの野望のため、海洋学者である美尾の父親に助手として近づき、自殺に見せかけて殺し姿を消した。復讐に燃える美尾との間に、戦いながらも愛し合うという非常に緊張に満ちた関係を展開するが、ダイレクトメールに潜ませた暗号を解読した美尾により会社に致命的打撃を受けた直後、深海潜航艇「汐月」の事故で窒息死する。
先代の社長により部下の夫婦から養子に迎えられ、12歳の時にその実の両親に再会するも親子関係は破綻しており、若様と呼ばれお世辞すら言う彼らに幻滅して自身に両親はいないと思うことにしたという。冷徹で冷酷な人物だが、海運業の殻を破りレジャー産業に手を出したのは金のためだけではなく、海に強い憧れを抱いていたからであり、海に向けられた優しい眼差しは本物だった。
短編『バラの迷宮』にも西園寺京吾と海堂美尾が登場するが、設定を大きく変更された別キャラクターである。
速水真澄
『ガラスの仮面』のメインキャラクターで、大学時代の親友。作者である美内すずえとのコラボレーション企画で誕生した設定で、『花とゆめ』1982年号10号に掲載された『スケバン刑事』と『ガラスの仮面』とで同じ場面がそれぞれに描写された。『スケバン刑事』では、神が疑惑を感じた芸能プロダクションについて、大手芸能プロダクション「大都芸能」社長である速水に電話で調査を依頼する。『ガラスの仮面』では、その電話を速水が受けて依頼を了承し、短いながらも神の行動を気遣う言葉をかけている。
この部分は花とゆめコミックスの『スケバン刑事』20巻47ページから48ページ、『ガラスの仮面』24巻63ページから66ページに収録されている。
岩田慎二
作中での作者の分身である少女漫画家。全2話の〈エコと兄貴さま〉シリーズの第1作「わたしと兄貴のアップルパイ」で秋英社「別冊スカーレット」編集部、『スケバン刑事』の「緑の消失点」では白泉社「花とゆめ」編集部で仕事をしていた。神の友人であり、神のデビュー作である『愛と死の砂時計』では獄中で似顔絵を描いて協力し、褒められた際に「別マのまんがスクールで勉強した」と語った。それ以降も『スケバン刑事』含む神の生存中の全作品で彼に絡んでいる。同作では棄老伝説に絡む大量失踪事件と、廃村に取り残された老婆キヨの悲劇を描いた「緑の消失点」が唯一の登場エピソードで、主人公の麻宮サキとはそれ以前に面識があったという設定である。神曰く「知識はあってもネジの緩んだ発想しか出来ない男」だが、「そういう人間でないと捜査の手掛かりにはならない」。また「5枚目の女王」では神の助手を務めている。『左の眼の悪霊』では主人公である名張潤子の婚約者として登場している。神の事務所に勤めていたスガちゃんとは、後に『怪盗アマリリス』で再会した。
傍迷惑ながらも役に立つことがあるというキャラクターであり、腐れ縁的な存在であるためか、神は岩田に対し、その時により異なる反応を示している。『愛と死の砂時計』の続編的位置づけ作品『オレンジは血の匂い』では素直に岩田の登場を喜んでいたが、『左の眼の悪霊』や『スケバン刑事』の「緑の消失点」ではおぞましい予感を感じ逃げ出そうとした。
樹真（じゅしん）
険しい岩山の頂上にある寺に住まう僧侶。説得で銀行強盗を自首させるという手腕の持ち主である。『スケバン刑事』では精神的な罠に陥ったサキを、教え導くという役回りで登場した。また後の作品で『牡丹燈籠』をモチーフにした事件にも登場し、岩田に協力している。